# Marie Josephine Mathilde Durocher
Marie Josephine Mathilde Durocher (Paris, 6 de janeiro de 1809 - Rio de Janeiro, 25 de dezembro de 1893), popularmente conhecida como Madame Durocher, foi a mais célebre parteira do Rio de Janeiro, no século XIX. Foi a primeira mulher a ser recebida, como membro titular, na Academia Imperial de Medicina, em 1871.

## Vida pessoal

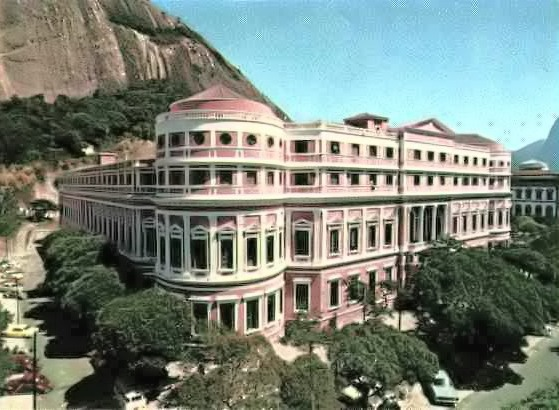
Prédio da antiga Faculdade Nacional de Medicina da Universidade do Brasil, atual UFRJ.

Chegou ao Brasil em agosto de 1816, aos sete anos de idade, pelo navio "Dois Amigos", com a mãe, Anne [Nicholle?] Durocher, no contexto do retorno absolutista que se seguiu à derrota de Napoleão Bonaparte e ao Congresso de Viena.
Anne Durocher (florista segundo algumas fontes, costureira, segundo outras) estabeleceu-se com uma loja de fazendas, armarinho e artigos femininos na antiga rua do Ourives, entre as ruas do Ouvidor e do Rosário, tendo levado uma existência modesta até vir a falecer, ao final de prolongada doença, em novembro de 1829. A sua filha, que auxiliava a mãe na qualidade de Caixeira, viu-se, desse modo, à frente do estabelecimento comercial, quando um novo golpe a abalou: o seu marido, Pedro David, um comerciante francês, foi assassinado por equívoco, uma vez que o criminoso confundiu a identidade de sua vítima (julho de 1832).

## Carreira
À época, no Brasil, a Lei de 3 de outubro de 1832 determinou a separação de áreas no ensino superior de saúde, propondo a implantação de cursos específicos de Medicina, Farmácia e Partos. A partir de então, ninguém poderia curar, ter botica ou partejar, sem ter concluído uma das duas faculdades médicas então existentes no país.
Em decorrência da Lei, a Faculdade de Medicina do Rio de Janeiro, instituiu, no ano seguinte, o Curso de Parteiras, sendo Madame Durocher, naturalizada brasileira, viúva, mãe de dois filhos (o mais velho de nome Vicente João Francisco), a primeira e única matriculada, diplomando-se em 1834. Paralelamente, complementou a sua formação com aulas particulares com o médico da Corte, Joaquim Cândido Soares de Meireles.
Divulgando os seus serviços nos jornais ao final do mesmo ano, trajando-se com saia longa, gravata borboleta, sobrecasaca e meia-cartola de seda pretas (pois, segundo explicava, exercia uma profissão masculina), com competência e profissionalismo, adquiriu enorme reputação na cidade: em sessenta anos de atividade profissional acompanhou cerca de 5.000 parturientes.
Madame Durocher atendia nos vários bairros da cidade, sem distinção social, a mulheres livres e escravas, até mesmo de membros da nobreza. Em 1866 foi nomeada Parteira da Casa Imperial, e atendeu o nascimento da Princesa Leopoldina, filha de D. Pedro II (1840-1889). Dominava as técnicas obstétricas mais usadas em sua época, como a aplicação do fórceps, a versão, a embriotomia, a "encerebração", além de cuidar de eclampsia e hemorragias, complicações normalmente letais à parturiente ou ao feto. Praticava ainda a reanimação do recém-nascido, restabelecendo-lhe a respiração.
Complementarmente, fazia atendimentos clínicos na área ginecológica, cuidava da saúde de recém-nascidos e fazia perícias médico-legais (casos de atentado violento ao pudor, defloramento, estupro e outros). Embora a prática ginecológica fosse vedada a quem não portasse o diploma de Medicina, Madame Durocher justificava os seus atendimentos explicando que muitas mulheres preferiam morrer a serem examinadas por homens.
Em 1849 publicou um opúsculo explicando como escolher amas-de-leite e os cuidados sobre o aleitamento, e encaminhou um projeto de inspeção de amas-de-leite para a Câmara Municipal do Rio de Janeiro. Eventualmente prestou serviços durante as epidemias de Febre amarela (1850) e de Cólera (1855) que assolaram a cidade.
Em 1871 foi admitida na Academia Imperial de Medicina, onde apresentou várias observações sobre a sua clínica, sugestões sobre políticas públicas de saúde, condenou e/ou aprovou o uso de determinados medicamentos, participou de comissões e publicou mais de vinte textos na revista da instituição. Entre esses textos, destaca-se o artigo "Considerações sobre a clínica obstétrica", considerado o mais completo estudo sobre a prática obstétrica no Brasil no século XIX.
No plano político foi favorável ao abolicionismo.
Foi a primeira mulher no Brasil a assinar textos científicos na área da medicina. Morreu em 1893.